# Special Boarding Unit
L'unité d'embarquement spéciale (特別警備隊, Tokubetsukeibitai) (SBU) est une unité des forces spéciales créée par la force maritime d'autodéfense japonaise le 27 mars 2001 à la suite d'une précédente incursion de navires espions survenue dans la péninsule de Noto en 1999,. L'unité est créée afin de jouer un rôle similaire à celui joué par les SEAL ou le SBS britannique. Sa structure est basée sur celle de la SBS. Ils sont basés à Etajima, à Hiroshima.
Leurs rôles impliquent des missions d'anti-terrorisme maritime, y compris des opérations dans lesquelles des armes sont impliquées. Cependant, leurs tâches et responsabilités chevauchent celles de l'équipe spéciale de sécurité, l'unité antiterroriste des garde-côtes japonais.
La SBU étant une unité des forces spéciales, l'acquisition d'informations ayant trait au personnel, à l'entraînement et aux armes utilisées est prohibée car elles sont hautement classifiées. Lors d'apparitions publiques, son personnel porte la cagoules afin de protéger son identité.

## Relations étrangères

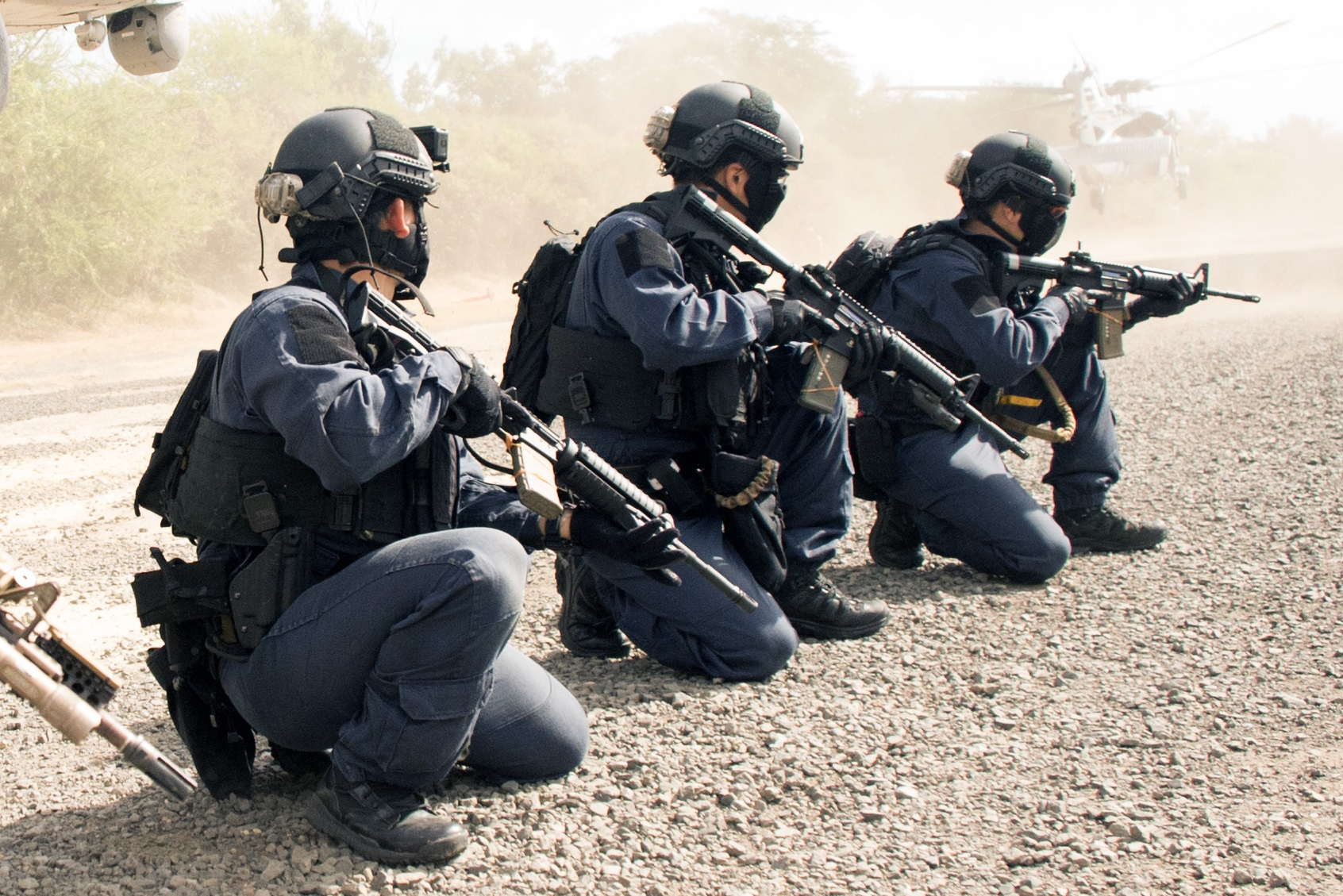
Des membres du SBU lors d'exercices RIMPAC 2018.

Le SBU est impliqué dans des affaires liées à la défense de l'Asie-Pacifique, et des représentants ont été envoyés au Forum de défense d'été 2002 pour l'Asie-Pacifique et au Forum de défense pour l'Asie-Pacifique, en 2004.

## Formation
En 2014, le SBU comptait dix pelotons avec un quartier général principal.

## Armes et équipements
La SBU utilise des HK MP5A5 et HK MP5SD6 comme pistolets-mitrailleurs principaaux. Leurs fusils de service sont le Howa Type 89,, et le Heckler & Koch HK416, tandis que leur arme de poing est le SIG Sauer P226R, .
Des fusils de précision ont été achetés pour le SBU dans le cadre du budget de la défense de 2004 pour la JMSDF, mais le type choisi n'a pas été révélé au public, bien que l’on sache qu’ils utilisent le Heckler & Koch MSG-90.
La SBU utilise des bateaux semi-rigide pour les opérations maritimes tandis que les hélicoptères Mitsubishi H-60 servent en soutien aérien lors de missions d'abordage.